# Classic 21
 (octobre 2020).
Classic 21 est une station de radio belge de service public orientée vers la musique Classic Rock pop/rock de 1950 à nos jours. Faisant partie de la RTBF, sa création remonte au 1er avril 2004, date à laquelle Radio 21 dirigée alors par Marc Ysaye et sous son impulsion a cédé la place à deux nouvelles stations : Pure FM et Classic 21.
Classic 21, crée par Marc Ysaye est donc l'héritière directe de Radio 21 à qui elle a repris le concept « Music and News ». Elle est à la fois tournée vers l'histoire du rock, mais aussi vers le rock tel qu'il se fait aujourd'hui, avec les nouveaux titres diffusés régulièrement et les festivals auxquels la radio apporte son concours. Classic 21 est en outre la principale station de radio-trafic en Belgique francophone.
Du fait de sa situation géographique, la radio couvre une partie des départements français limitrophes.

## Historique
La création de cette station de radio remonte au 1er avril 2004, date à laquelle Radio 21 a cédé la place à deux nouvelles stations : Pure FM et Classic 21[source insuffisante].
Le 1er avril 2014, Classic 21 fêta ses dix ans lors d'une soirée organisée le 5 avril 2014 au Palais 12 sur le site du Heysel à Bruxelles. Le 1er avril 2024, elle fêtait ses vingt ans, célébrés le 1er juin 2024 lors d'une soirée « Classic 21 Festival – Édition 20e anniversaire » au Country Hall de Liège.

## Identité de la station

### Logos

Logo de Radio 21 de 1997 au 1er avril 2004
Logo de Classic 21 du 1er avril 2004 au 16 mars 2015
Logo de Classic 21 depuis le 16 mars 2015.

### Slogans
- Écoutez l'original (2015-2023)
- You Rock (depuis 2023)

### Studios
En février 2020, Classic 21 a inauguré de nouveaux studios à Mons, en prenant en considération tout à la fois les aspects son, interviews, vidéos, décoration et showcases.

## Collaborateurs

### Directeurs
Marc Ysaye fut le directeur de la radio du 1er avril 2004 au 31 janvier 2019. Étienne Dombret lui succéda le 1er février 2019. 

### Principaux animateurs
- Claude Delacroix
- Pierre Guyaut
- Cathy Immelen
- Martine Matagne
- Olivier Monssens
- Jacques de Pierpont
- Beverly Jo Scott
- Marc Ysaye
- Éric Laforge
- Fanny Gillard
- Laurent Rieppi
- Félicien Bogaerts
- Delphine Ysaye
- Marie-Amélie Mastin
- Pierre Lorand
- Raphaël Scaini
- Dorothée Moermans
- Dominique Ragheb

## Programmation
Classic 21 est une station de radio de la RTBF orientée vers la musique rock/pop de 1950 à nos jours. 
Cette radio se veut à la fois tournée vers l'histoire du rock, avec des émissions comme le « Making of » qui raconte l'histoire de la réalisation d'un album phare ; le « Top 500 », un classement d'humeur des plus grands albums rock par les internautes ; ou encore les « classic rock ». La radio s'intéresse aussi au rock tel qu'il se fait aujourd'hui, avec les nouveaux titres diffusés régulièrement et les festivals auxquels la radio apporte son concours.
Elle est la principale chaîne de radio-trafic en Belgique francophone. 

## Diffusion

### Par la modulation de fréquence (FM)
Classic 21 diffuse ses programmes sur la bande FM pour les Communauté française et Communauté germanophone de Belgique. La modulation de fréquence permet à Classic 21 d'être captée sur les zones géographiques suivantes :
- Ardennes & Sud-Luxembourg
- Bruxelles et Brabant wallon
- Charleroi - Mons
- Hainaut occidental
- Marche-en-Famenne
- La Roche-en-Ardenne
- Province de Liège
- Province de Namur

### Par radio numérique terrestre (DAB+)
La RTBF peut s'appuyer sur le DAB+ pour diffuser ses programmes. Dans ce cas, Classic 21 peut être captée par toute la Communauté française et Communauté germanophone de Belgique. Les zones géographiques desservies sont les suivantes :
- Bruxelles - Brabant wallon
- Hainaut
- Liège
- Namur - Luxembourg

### Sur le câble et l'IPTV
Classic 21 peut être distribuée par le câble et l'IPTV avec Orange, Proximus, Telenet et VOO.

### Par satellite
Classic 21 est présente sur les plateformes TéléSAT & TV Vlaanderen lors d'une diffusion par satellite.

### Sur Internet
L'écoute du flux de Classic 21 est possible en s'appuyant sur le streaming de la station, à partir de son site Internet, du site Auvio de la RTBF ou du site Radioplayer, player des radios belges francophones publiques et privées. Certaines des chroniques et séquences de cette radio sont disponibles à la demande (podcast) depuis son site Internet ou via des applications tierces.